# Григорьев, Сергей Леонидович
Сергей Леонидович Григорьев (1883, Тихвин — 1968, Лондон) — русский танцовщик, артист балета, режиссёр, вынужденный эмигрант. Окончил Петербургское театральное училище (1900). С 1900 до 1912 года артист балета Мариинского театра. С 1909 по 1929 год — постоянный режиссёр и администратор труппы Русский балет Дягилева. Уехал из России в 1912 году. После смерти С. П. Дягилева режиссёр трупп Русский балет Монте-Карло, Русский балет Ковент Гардена, Оригинальный русский балет.
Автор книг: «Балет Дягилева», "Оригинальный Русский балет. 1932-1952". 
Вместе со своей женой Л. П. Чернышёвой восстанавливал балеты русских хореографов в театрах Европы.

## Биография
Сергей Леонидович Григорьев родился 5 (17) октября 1883 года в уездном городе Тихвин Новгородской губернии Российской империи. Отец — Леонид Иванович (около середины 1850-х — 2.12.1914). В Тихвине был известным общественным деятелем, литератором, дважды избирали гласным депутатом Городской думы, ему принадлежала бесплатная библиотека-читальня. Мать — Софья Федоровна (1856—1908), урождённая Базырина, из татарского рода (князя Базыра), окончила Александровское училище для девочек в Санкт-Петербурге. В семье Григорьевых было девять детей.

### Становление
После обучения в Петербургском театральном училище, где одновременно учился на балетном и драматическом отделении у В. Н. Давыдова и А. А. Санина, с 1900 по 1912 годы Сергей работал в балете Императорского Мариинского театра сначала в кордебалете, затем корифеем и танцовщиком 2-го класса. Дягилев впервые увидел его на сцене Мариинского театра в 1900 году.

### Русский балет Дягилева
С 1909 года ассистировал Фокину, который представил Григорьева Дягилеву и рекомендовал на должность режиссёра антрепризы. Принимал участие в организации представлений, выступил в первом спектакле первого Русского сезона в Париже 19 мая 1909 года. Есть данные, что в Русских сезонах Григорьев танцевал как исполнитель пантонимно-пластических ролей, например Шахриар («Шехеразада», 1910, балетмейстер Фокин), Русский купец («Волшебная лавка», 1919, балетмейстер Л. Ф. Мясин), в 1920 году исполнил роль Императора на сцене Гранд-Опера́ в балете «Песнь соловья» И. Ф. Стравинского.
С 1910 года стал самым незаменимым помощником С. П. Дягилева и постоянным режиссёром Русского балета на протяжении его существования. Выбор между службой в Императорском театре или частной балетной труппе ему давался не просто, только 1912 году он окончательно предпочел беспокойную, но интересную кочевую жизнь. Отвечал за состояние труппы и весь текущий репертуар, помогал хореографам готовить спектакли, возобновлял полузабытые, вместе с Дягилевым участвовал в отборе молодых участников для труппы, вводил в партии новых актёров, которых нужно было обучить, преподать им традиции, принятые в этом театре. Спектакли Русского балета прошли в Париже, Лондоне, Мадриде, Берлине, других городах Европы и Южной Америки.
После смерти Дягилева Сергей Григорьев издал в 1953 году в Англии книгу The Diaghilev Ballet. 1909—1929, которую затем выпустили в Германии, США и многих других странах. В России книгу издали в переводе с английского языка только через 40 лет после выхода в Лондоне — в 1993 году.

### Балле рюс дю колонель де Базиль
После распада труппы Дягилева, Григорьевы продолжили работу в труппе «Русский балет Монте-Карло», а затем в Русском балете полковника де Базиля (Балле рюс дю колонель де Базиль), руководимой В. Г. Воскресенским. Труппа полковника де Базиля считалась правопреемницей труппы Дягилева, продолжая деятельность Русских сезонов, поскольку унаследовала их репертуар, костюмы, декорации, хореографию, многих танцоров. Преподавал хореографию балетов. Сохранил манеры и стиль общения старой русской интеллигенции.
В 1950-е годы вместе с женой восстанавливал балетные спектакли дягилевского репертуара в постановке М. Фокина для театров Сэдлерс Уэллс (Лондон), Ла Скала (Милан). «Жар-птица» (1954), «Сильфиды» (1955), «Петрушка» (1957).

### Конец жизни, смерть
Умер Сергей Григорьев 28 июня 1968 года, похоронен в Лондоне, по другим данным скончался 12 июня 1968 в Лондоне. Имеются неподтверждённые сведения о захоронении Григорьева в Монте-Карло.

## Мемуары
- The Diaghilev Ballet. 1909—1929. — London: Dance Books Ltd, 2009. — 304 p. — ISBN 978-1-85273-132-8. Первое издание 1953 года.
  - Григорьев С. Л. Балет Дягилева, 1909—1929 = The Diaghilev Ballet. 1909—1929 / Предисл. Чистяковой В. В.; пер. с англ. Чистяковой Н. А.. — М.: APT СТД РФ, 1993. — 383 с. — (Ballets Russes). — 5000 экз. — ISBN 5-87334-002-1.

Воспоминания Григорьева представляют важный источник по истории труппы Русский балет Дягилева, хронологии постановок и их участников. Мемуары используются в современных русских и зарубежных исследованиях о русском балете начала XX века за рубежом.

## Прославление и память
В национальном музее Монако находится отдельный фонд с архивом Сергея Григорьева — бессменного режиссёра «Русского балета».
В 2013 году к 130-летию от рождения Сергея Леонидовича в Санкт-Петербурге при поддержке просветительского проекта «Сохранённая культура» издана книга Владимира Карлика «Сергей Григорьев Любовь Чернышёва. Двойной портрет».
В 2016 году в Санкт-Петербурге впервые и на русском языке издана ещё одна книга воспоминаний Сергея Григорьева «Оригинальный русский балет 1932—1952» о его работе в труппе полковника де Базиля, более известной как «Русский балет Монте-Карло».

## Награды и премии
- Орден Академических пальм — удостоен степени командора после первого Русского сезона в Париже вместе с А. П. Павловой, М. М. Фокиным и В. Ф. Нижинским[23]

## Семья
- Супруга — Любовь Павловна Чернышёва
  - Сын — Всеволод (1910—)[24]. С 1916 года находился с родителями и позднее работал в качестве администратора[6], был дважды женат, детей не было. В национальной библиотеке Австралии находятся архивные фотографии 1940 года где можно вместе увидеть Всеволода Григорьева, Тамару Григорьеву, Любовь Чернышёву и Сергея Григорьева[25].